# Saint-Genis-Pouilly
Saint-Genis-Pouilly település Franciaországban, Ain megyében. Lakosainak száma 14 584 fő (2022. január 1.). Saint-Genis-Pouilly Chevry, Crozet, Prévessin-Moëns, Sergy, Thoiry és Satigny községekkel határos.

## Népesség
A település népessége az elmúlt években az alábbi módon változott:
| Lakosok száma | 2030 | 4631 | 5696 | 7865 | 9635 | 10 824 | 12 544 | 13 943 | 14 274 | 14 584 |
|               | 1968 | 1982 | 1990 | 2006 | 2013 | 2015   | 2017   | 2019   | 2020   | 2022   |